# Sterling Trucks

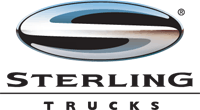
Sterling logo

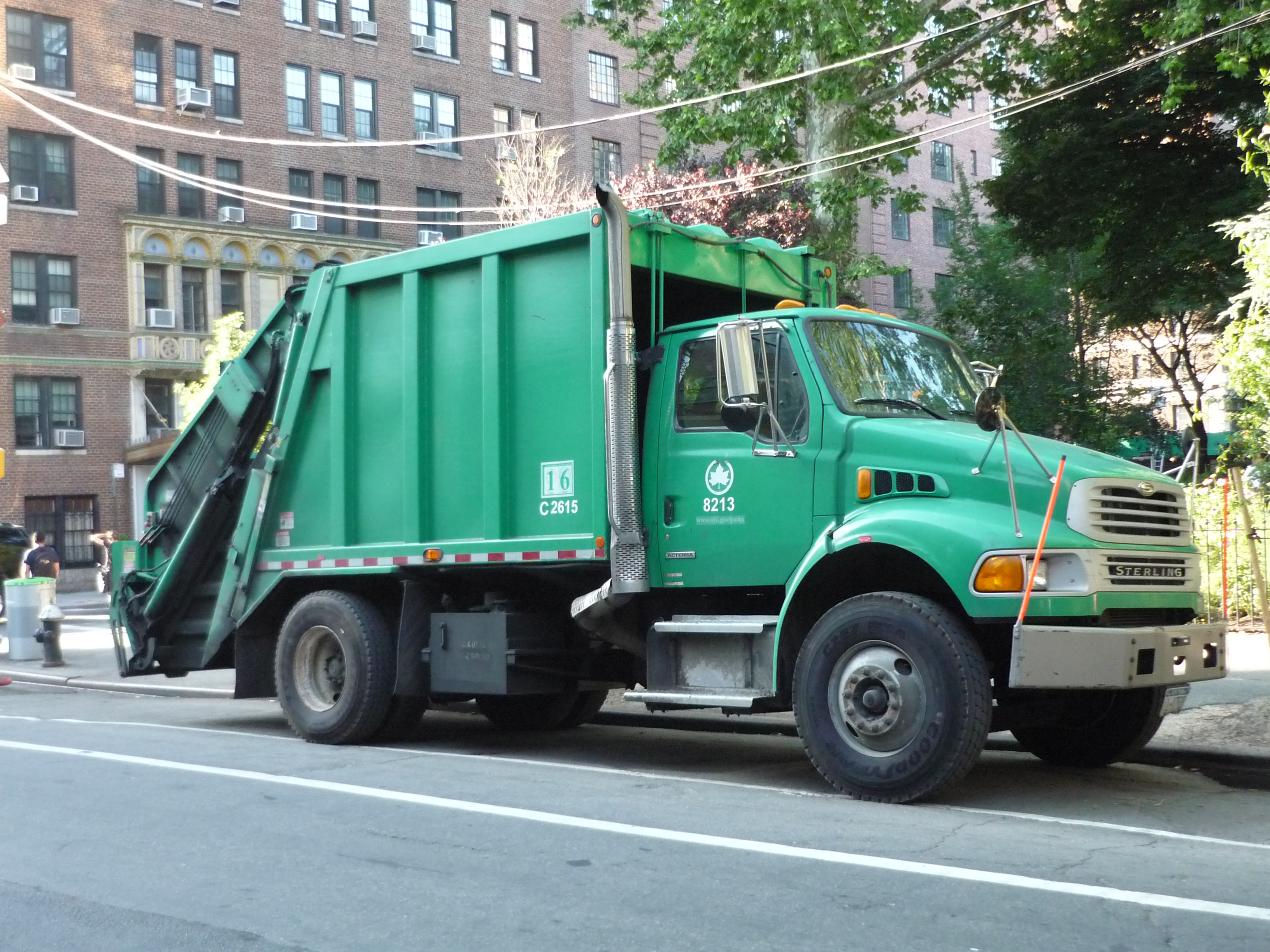
Sterling Acterra vuilniswagen

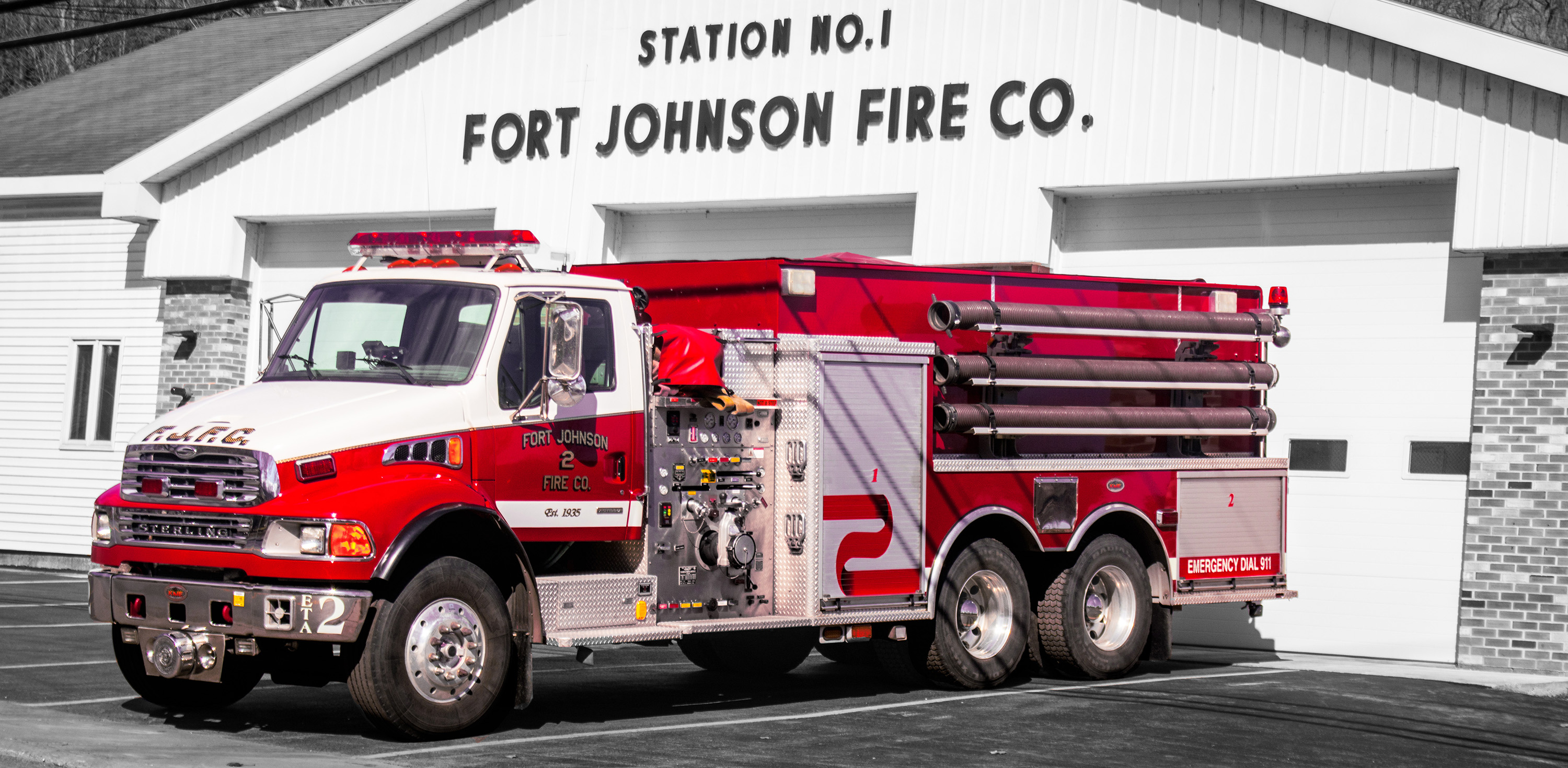
Sterling brandweerwagen

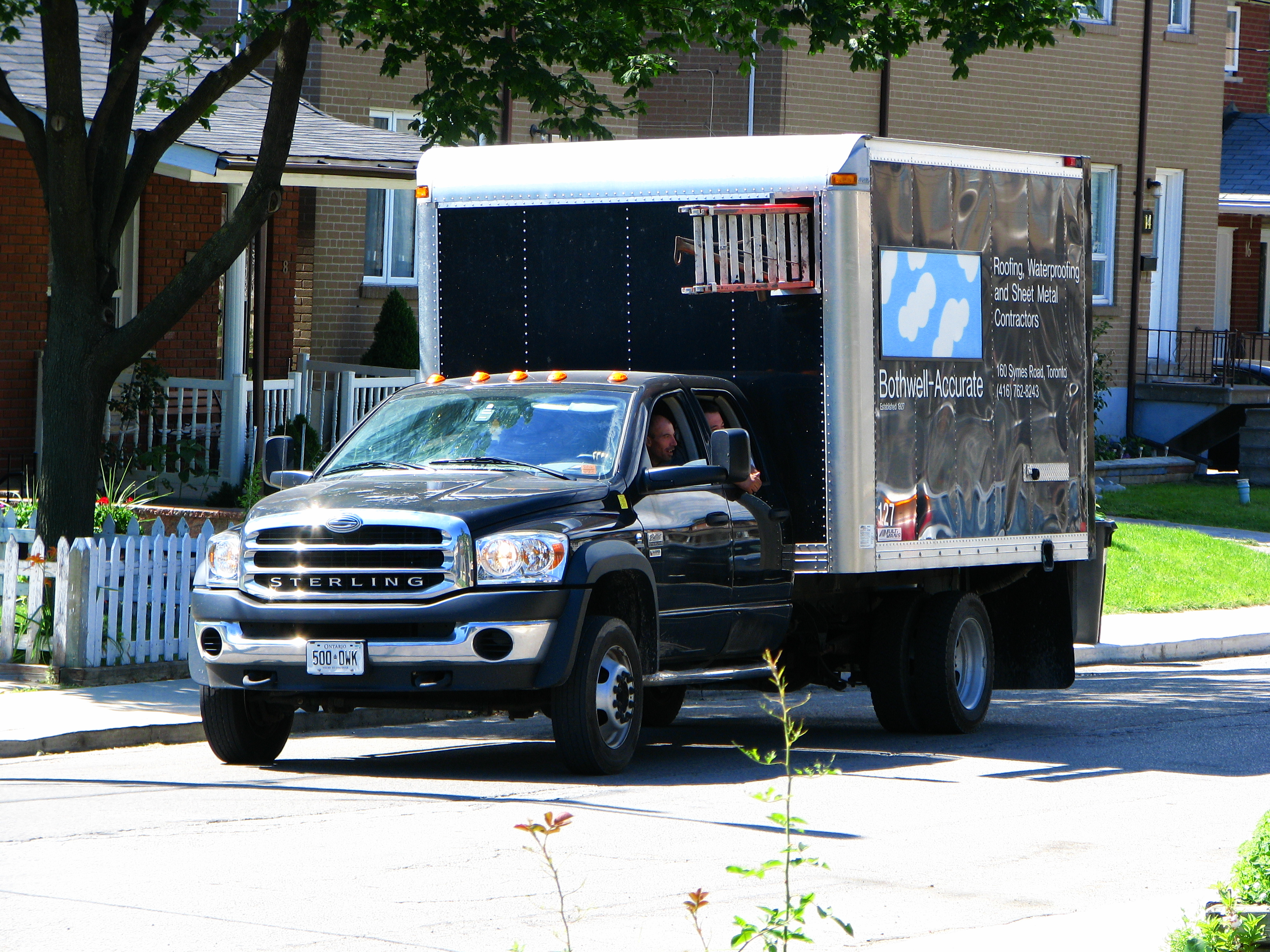
Sterling Bullet

Sterling was een Amerikaanse fabrikant van vrachtwagens.
Sterling is een dochteronderneming van Freightliner en lid van de Daimlergroep. Oorspronkelijk hoorde Sterling bij automobielconcern Ford, maar de onderneming werd in 1997 verkocht aan Freightliner. In 2008 besloot Daimler-Benz het merk te laten vallen. In 2010 werd de fabriek daadwerkelijk gesloten.

## Geschiedenis
Begin 20e eeuw begon William Sternberg vrachtwagens te maken die hij onder zijn eigen naam verkocht. In 1916 werd de merknaam gewijzigd in Sterling, Sternberg was van Duitse afkomst en tijdens de Eerste Wereldoorlog deed dit de verkopen geen goed. Desondanks was het bedrijf betrokken bij de productie van de Liberty Truck, van deze gestandaardiseerde militaire vrachtwagen maakte Sterling er 479 in 1918 en 1919.
De naam Sterling werd oorspronkelijk gebruikt door een onafhankelijke vrachtwagenfabrikant, maar werd in 1953 verkocht aan White Motor Company. Niet veel later werd White Motor overgenomen door Volvo. Omdat de Volvogroep niet zo succesvol was in Amerika werd besloten dat Sterling aan Freightliner verkocht zou worden. Binnen Freightliner werd het merk Sterling vooral gebruikt voor speciale typen vrachtwagens. 

## Gebruik
Het merk Sterling wordt in Amerika vooral gebruikt voor vrachtwagens die voor 'zwaar' werk worden ingezet, bijvoorbeeld in de bouw, in de mijnbouw en als vuilniswagens. Verder werden voertuigen met een speciale opbouw geleverd, zoals brandweervoertuigen, betonwagens en sneeuwschuivers.
In de laatste fase van zijn bestaan produceerde Sterling drie modellen, Acterra, Bullet en Sterling 360.

## Trivia
Door de Europese regelgeving is het bijna onmogelijk om in Europa met deze voertuigen van Sterling te rijden. De voertuigen die hier wel rijden zijn vooral voor zwaar transport en showdoeleinden.